# 2011年大西洋飓风季时间轴

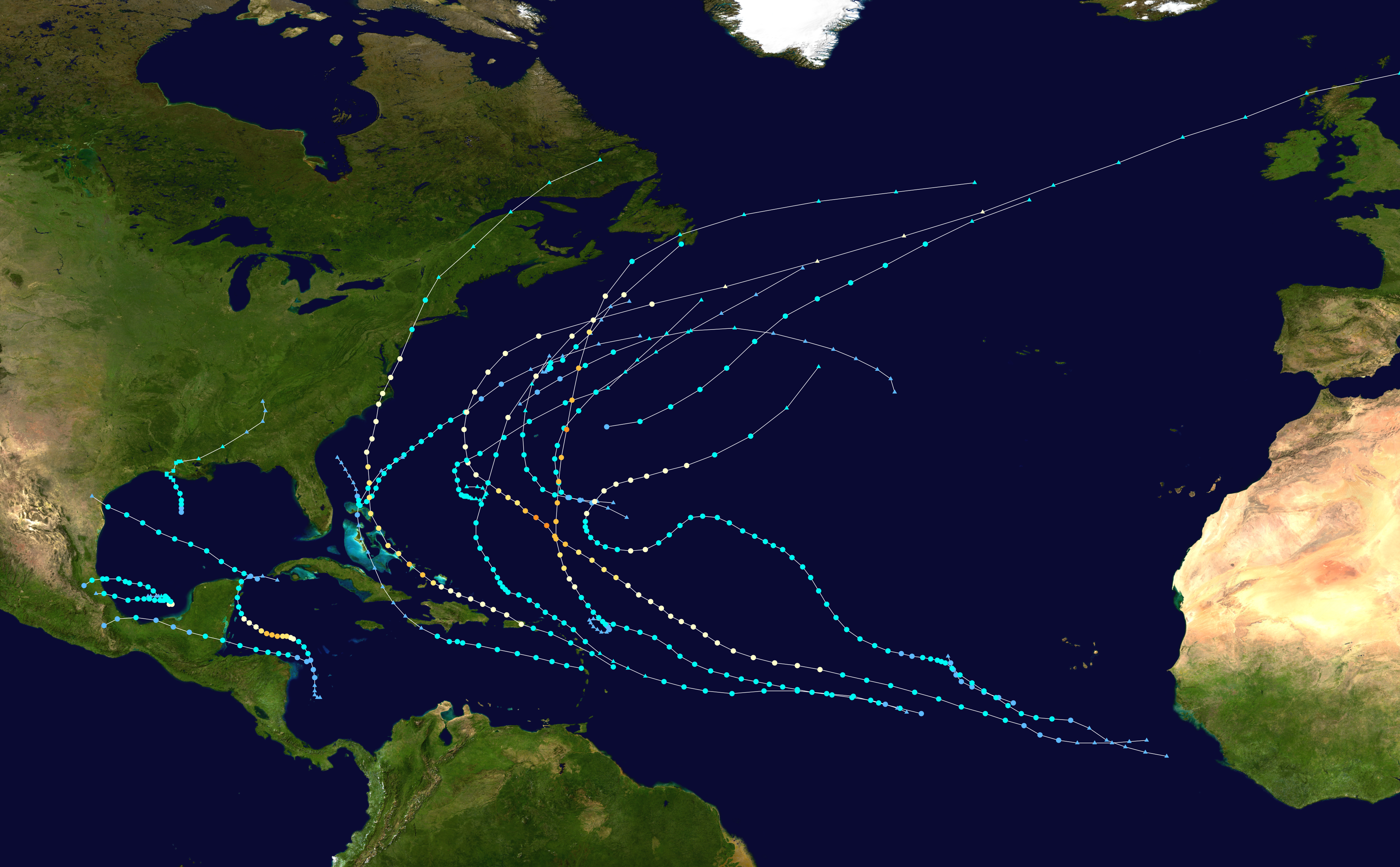
2011年大西洋飓风季所有风暴的路径图

2011年大西洋飓风季共计形成19个热带气旋，数量远超往年均值。虽然热带风暴阿琳直到6月28日才形成，但飓风季早在6月1日便已正式开始，同年11月30日结束，传统上这些日期代表每年绝大多数热带气旋在大西洋盆地形成和发展的时间段。热带风暴肖恩是本季最后一场风暴，于11月11日完全消散。
全季共生成20个热带气旋，其中19个达到热带风暴强度，7个增强成飓风，4场达到大型飓风标准，在有纪录以来的所有大西洋飓风季中活跃程度同1887、1995和2010年大西洋飓风季并列排在第三位。本季造成人员伤亡和财产损失最惨重的两场风暴分别是飓风艾琳和热带风暴李。飓风艾琳风力强劲，且规模异常庞大，在达到风力时速195公里的最高强度后沿美国东岸多次登陆。热带风暴李虽然结构混乱，但却在登陆路易斯安那州海岸并转变成温带气旋后在美国东北部产生创纪录的严重洪灾。
以下时间轴中包含全年大西洋所有热带或亚热带气旋形成、增强、减弱、登陆、转变成温带气旋以及消散的具体信息。还包括实际操作中没有发布的信息，如美国国家飓风中心在风暴过后进行的回顾。包括最大持续风速、位置、距离在内的所有数字都是经四舍五入换算成整数。

## 风暴时间轴

### 6月
6月1日
- 2011年大西洋飓风季正式开始[2]。

6月28日

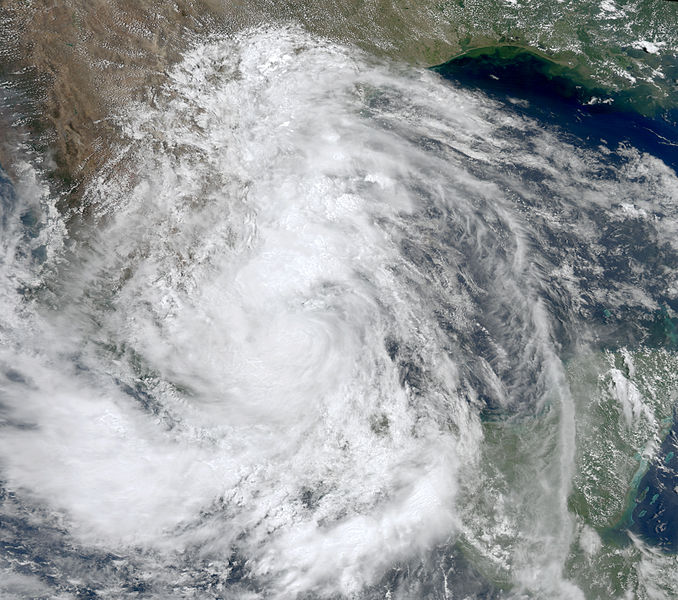
阿琳以强烈热带风暴强度从韦拉克鲁斯州卡沃罗霍附近登陆

- 协调世界时下午18点：墨西哥坦皮科东南偏东方向约420公里海域的低气压区发展成热带风暴阿琳[8]。

6月30日
- 中午12点：热带风暴阿琳达到最大持续风速每小时100公里，最低气压993毫巴（百帕，29.32英寸汞柱）的最高强度[8]。
- 下午13点：热带风暴阿琳以风力时速100公里强度从韦拉克鲁斯州卡沃罗霍（Cabo Rojo）附近登陆[8]。

### 7月
7月1日
- 凌晨0点：热带风暴阿琳减弱成热带低气压[8]。
- 早上6点：热带低气压阿琳在墨西哥的高原地带上空消散[8]。

7月17日
- 下午18点：第二号热带低气压经大巴哈马岛以北约110公里洋面的低气压区发展形成[9]。

7月18日
- 凌晨0点：第二号热带低气压强化成热带风暴布雷特[9]。
- 下午18点：热带风暴布雷特达到风力时速110公里，最低气压995毫巴（百帕，29.38英寸汞柱）的最高强度[9]。

7月20日

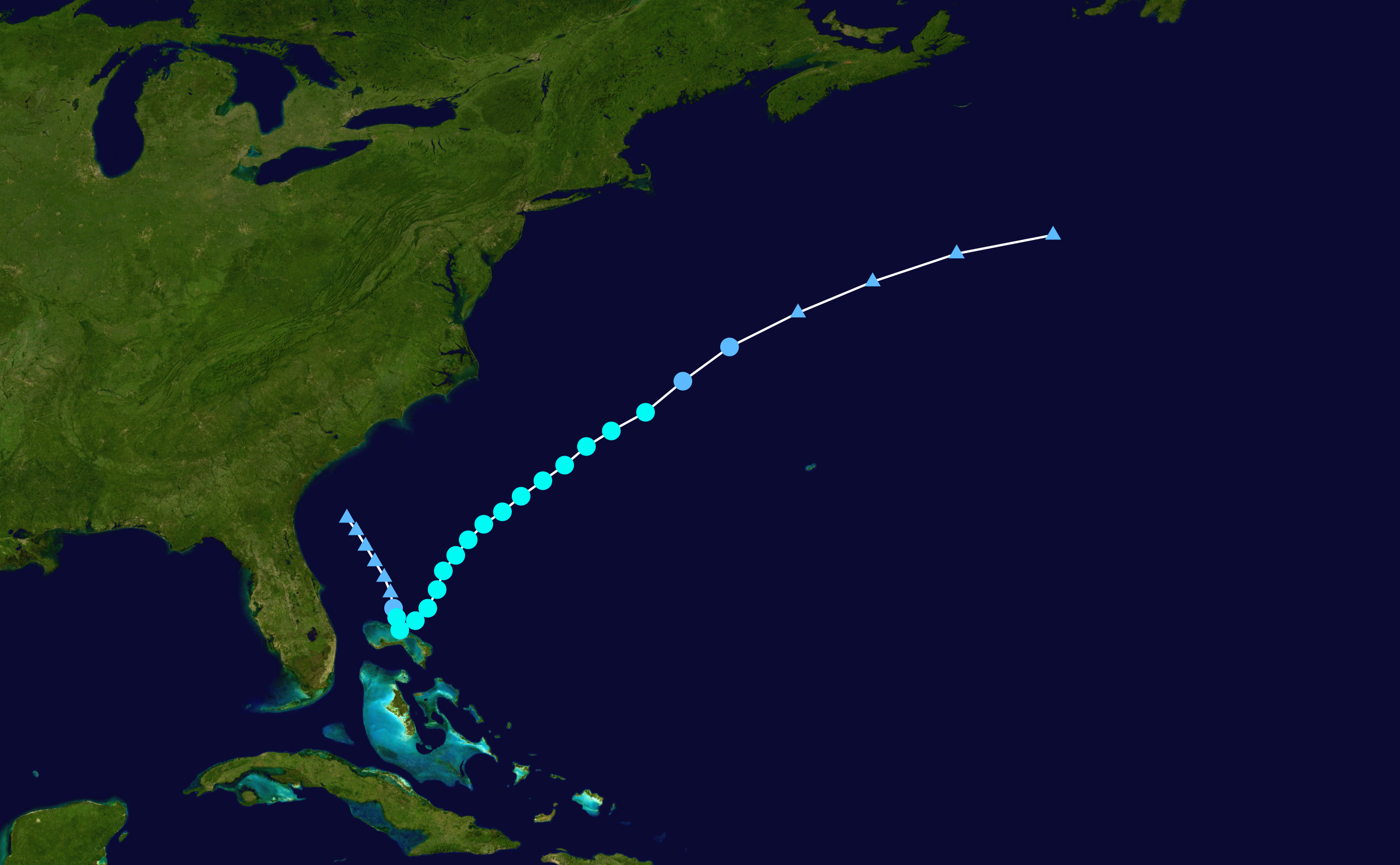
热带风暴布雷特的移动路线

- 早上6点：第三号热带低气压经百慕大以东约490公里海域的低气压区发展形成[10]。
- 中午12点：第三号热带低气压升级成热带风暴并获名“辛迪”（Cindy）[10]。

7月21日
- 下午18点：热带风暴辛迪达到最大持续风速每小时110公里，最低气压994毫巴（百帕，29.35英寸汞柱）的最高强度[10]。

7月22日
- 凌晨0点：热带风暴布雷特在百慕大西南方向洋面降级成热带低气压[9]。
- 中午12点：热带低气压布雷特在纽芬兰岛开普雷斯（Cape Race）西南偏南方向约790公里洋面退化成不含对流的残留低气压区[9]。

7月23日
- 凌晨0点：热带风暴辛迪在爱尔兰岛西南海岸西南方向约1340公里海域消退成不含对流的残留低气压区[10]。

7月27日
- 早上6点：墨西哥坎昆东北方向约85公里海域的低气压区发展成第四号热带低气压[11]。
- 下午18点：第四号热带低气压在墨西哥坎昆东北偏北方向约90公里洋面增强成热带风暴唐[11]。

7月29日
- 凌晨0点：热带风暴唐在德克萨斯州科珀斯克里斯蒂东南偏东方向约555公里海域达到风力时速85公里，最低气压997毫巴（百帕，29.44英寸汞柱）的最高强度[11]。

7月30日
- 凌晨2点30分，热带风暴唐弱化成热带低气压，并以风速每小时55公里强度登陆德克萨斯州巴芬湾（Baffin Bay）东南近海的帕德里岛国家海岸[11]。
- 早上6点：热带低气压唐在德克萨斯州东南部上空弱化成残留低气压区[11]。

### 8月
8月2日
- 凌晨0点：马提尼克西北方向约55公里海域的低气压区发展成热带风暴艾米莉[12]。

8月3日

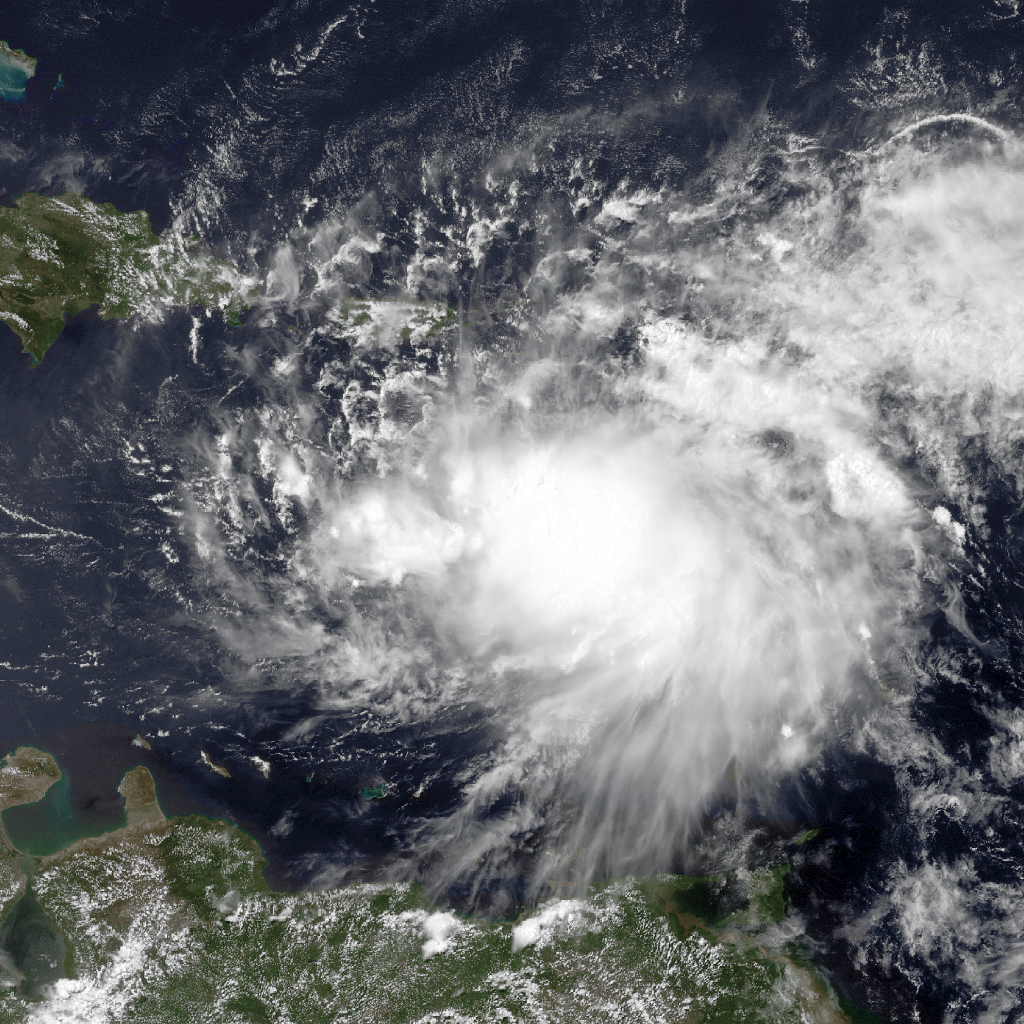
8月2日，热带风暴艾米莉穿越向风群岛

- 早上6点：热带风暴艾米莉达到最大持续风速每小时85公里，最低气压1003毫巴（百帕，29.62英寸汞柱）的最高强度[12]。

8月4日
- 下午18点：热带风暴艾米莉在海地以南退化成开放式东风波[12]。

8月6日
- 下午18点：热带风暴艾米莉的残留再生成热带低气压[12]。

8月7日
- 凌晨0点：热带低气压艾米莉在大巴哈马岛以北海域重新达到热带风暴强度[12]。
- 中午12点：热带风暴艾米莉退化成不含对流的残留低气压区[12]。

8月12日
- 下午18点：第六号热带低气压由百慕大以北约320公里洋面的低气压区发展形成[13]。

8月13日
- 早上6点：第六号热带低气压在新斯科舍哈利法克斯东南偏南方向约725公里海域强化成热带风暴并获名“富兰克林”（Franklin）[13]。
- 中午12点：热带风暴富兰克林达到最大持续风速每小时75公里，最低气压1004毫巴（百帕，29.65英寸汞柱）的最高强度[13]。
- 下午18点：百慕大东南方向约595公里洋面的低气压区发展成第七号热带低气压[14]。
- 下午18点：热带风暴富兰克林转变成温带气旋[13]。

8月14日

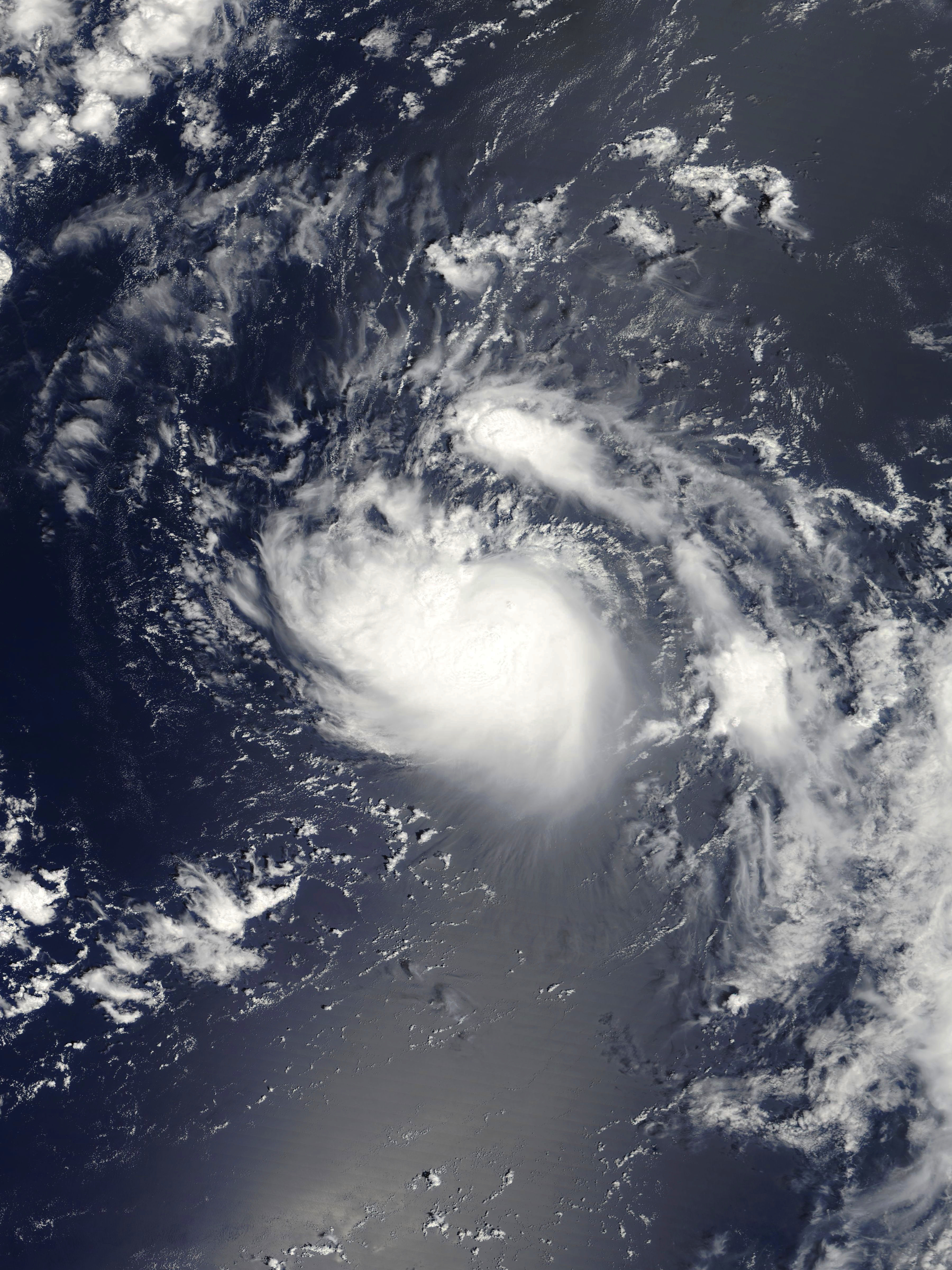
正在大西洋开放海域上空旋转的热带风暴格特

- 早上6点：第七号热带低气压升级成热带风暴并获名“格特”（Gert）[14]。

8月15日
- 中午12点：热带风暴格特达到风力时速100公里，最低气压1000毫巴（百帕，29.53英寸汞柱）的最高强度[14]。

8月16日
- 中午12点：热带风暴格特衰退为不含对流的残留低气压区[14]。

8月19日
- 凌晨0点：尼加拉瓜和洪都拉斯边境上的格拉西亚斯-阿迪奥斯角东北方向约110公里洋面有低气压区发展成第八号热带低气压[15]。
- 中午12点：第八号热带低气压强化成热带风暴哈维[15]。

8月20日
- 早上6点：热带风暴哈维达到994毫巴（百帕，29.35英寸汞柱）的最低气压值[15]。
- 下午17点30分：热带风暴哈维达到每小时100公里的最强风速，并于几乎同一时间从伯利兹丹格里加附近登陆[15]。

8月21日
- 凌晨0点：马提尼克以东约195公里洋面的低气压区发展成热带风暴艾琳[5]。
- 早上6点：热带风暴哈维降级成热带低气压[15]。
- 晚上23点：热带风暴艾琳以风力时速110公里强度登陆圣克洛伊岛[5]。

8月22日

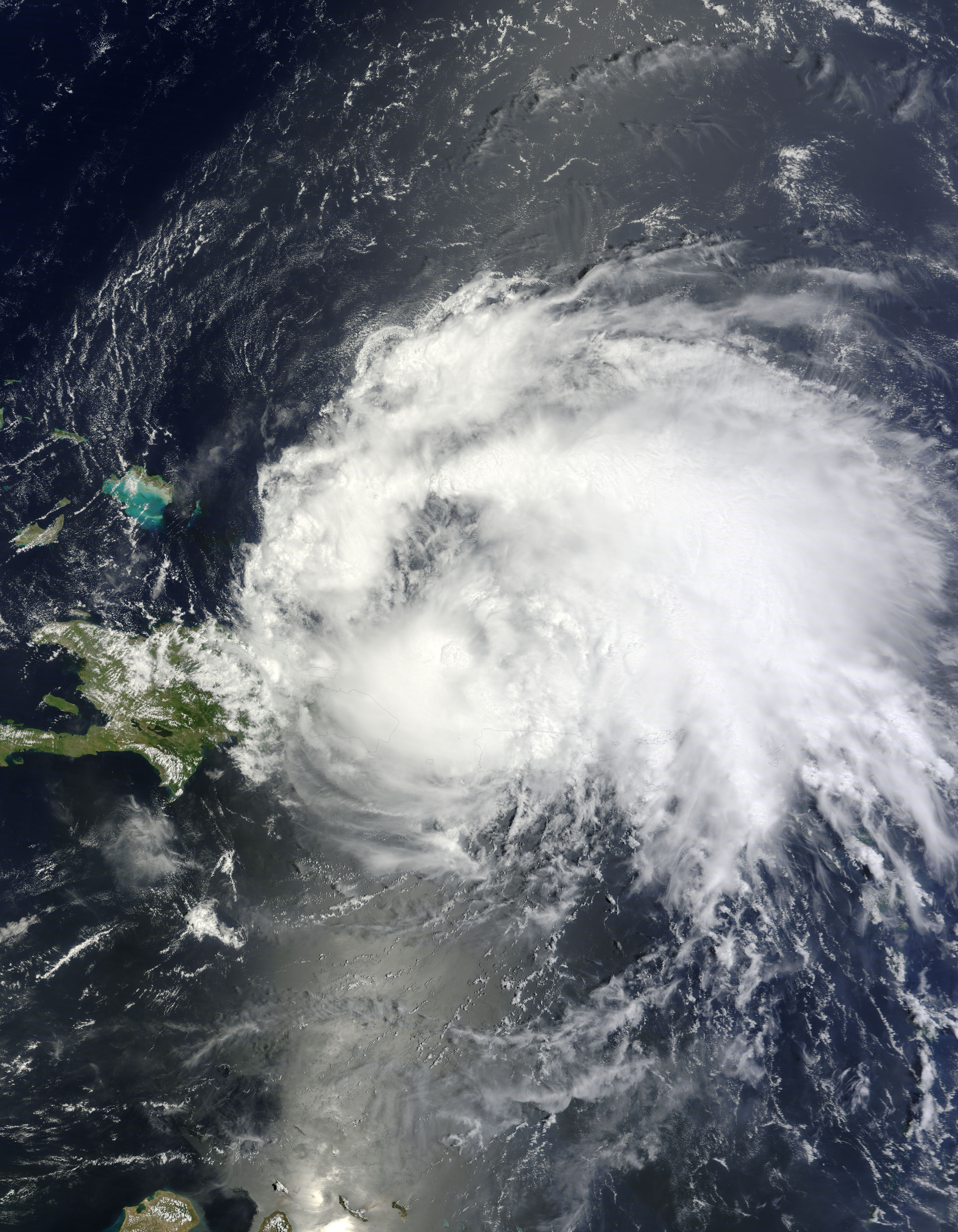
艾琳升级成一级飓风后不久的卫星图像

- 凌晨0点：热带低气压哈维在坎佩切湾再度增强成热带风暴[15]。
- 凌晨2点：热带风暴哈维以风速每小时65公里强度从墨西哥罗卡帕蒂达角附近登陆[15]。
- 早上5点25分：热带风暴艾琳以风力时速110公里强度从波多黎各圣地圣哥角附近登陆[5]。
- 早上6点：热带风暴哈维减弱成热带低气压[15]。
- 早上6点：热带风暴艾琳达到萨菲尔-辛普森飓风等级下的一级飓风标准，成为2011年大西洋飓风季的首场飓风[5]。
- 下午18点：热带低气压哈维在墨西哥韦拉克鲁斯西南方向约140公里处登陆[15]。

8月24日
- 早上6点：飓风艾琳在海地以北洋面强化成二级飓风[5]。
- 中午12点：飓风艾琳成为本季首场大型飓风，并在几乎同一时间达到每小时195公里的最强风速[5]。
- 下午16点：飓风艾琳以风力时速185公里强度登陆巴哈马阿克林岛与克鲁克德岛[5]。

8月25日
- 凌晨0点：飓风艾琳弱化成二级飓风，并在几乎同一时间以风速每小时165公里强度从巴哈马长岛登陆[5]。

第十号热带低气压的移动路线

- 凌晨0点：第十号热带低气压由佛得角群岛西南偏西方向约565公里的低气压区发展形成，并在几乎同一时间达到风力时速55公里，最低气压1006毫巴（百帕，29.71英寸汞柱）的最高强度[16]。
- 上午9点：飓风艾琳以风速每小时160公里强度登陆伊柳塞拉岛[5]。
- 下午18点：飓风艾琳以风力时速165公里强度从阿巴科群岛登陆[5]。

8月26日
- 早上6点：飓风艾琳达到942毫巴（百帕，27.82英寸汞柱）的最低气压值[5]。
- 下午18点：飓风艾琳弱化成一级飓风[5]。

8月27日
- 凌晨0点：第十号热带低气压退化成不含对流的低气压区[16]。
- 早上6点：百慕大东南偏南方向约490公里海域的低气压区发展成第十一号热带低气压[17]
- 中午12点：飓风艾琳以风速每小时140公里强度从北卡罗莱纳州了望角（Cape Lookout）附近登陆[5]。
- 中午12点：第十一号热带低气压升级成热带风暴并获名“何塞”（Jose）[17]。

8月28日
- 上午9点35分：飓风艾琳降级成热带风暴，并于几乎同一时间以风力时速110公里强度登陆新泽西州伯坚岛[5]。
- 中午12点：热带风暴何塞达到持续时速每小时75公里，最低气压1006毫巴（百帕，29.71英寸汞柱）的最高强度[17]。
- 下午13点：热带风暴艾琳以风力时速100公里强度从纽约布鲁克林区康尼岛[5]。

8月29日
- 凌晨0点：热带风暴艾琳在佛蒙特州和新罕布什尔州边界附近转变成温带气旋[5]。
- 凌晨0点：热带风暴何塞在百慕大西北偏北方向约195公里海域退化成不含对流的残留低气压区[17]。
- 早上6点：第十二号热带低气压由佛得角群岛西南方向约605公里洋面的低气压区发展形成[18]。

8月30日
- 凌晨0点：第十二号热带低气压在佛得角群岛西南方向约685公里海域强化成热带风暴卡蒂娅[18]。

### 9月
9月1日
- 凌晨0点：百慕大以北约465公里洋面的低气压区发展成热带低气压[19]。
- 凌晨0点：热带风暴卡蒂娅在背风群岛以东约1890公里海域升级成一级飓风[18]
- 中午12点：百慕大以北的热带低气压增强成热带风暴，但因在当时的实际操作中没有发现而未获命名[19]。

9月2日
- 凌晨0点：密西西比河河口西南方向约305公里洋面的低气压区发展成第十三号热带低气压[6]。
- 早上6点：之前的未名热带风暴达到最大持续风速每小时75公里，最低气压1002毫巴（百帕，29.59英寸汞柱）的最高强度[19]。
- 中午12点：第十三号热带低气压达到热带风暴标准并获名“李”（Lee）[6]。

9月3日

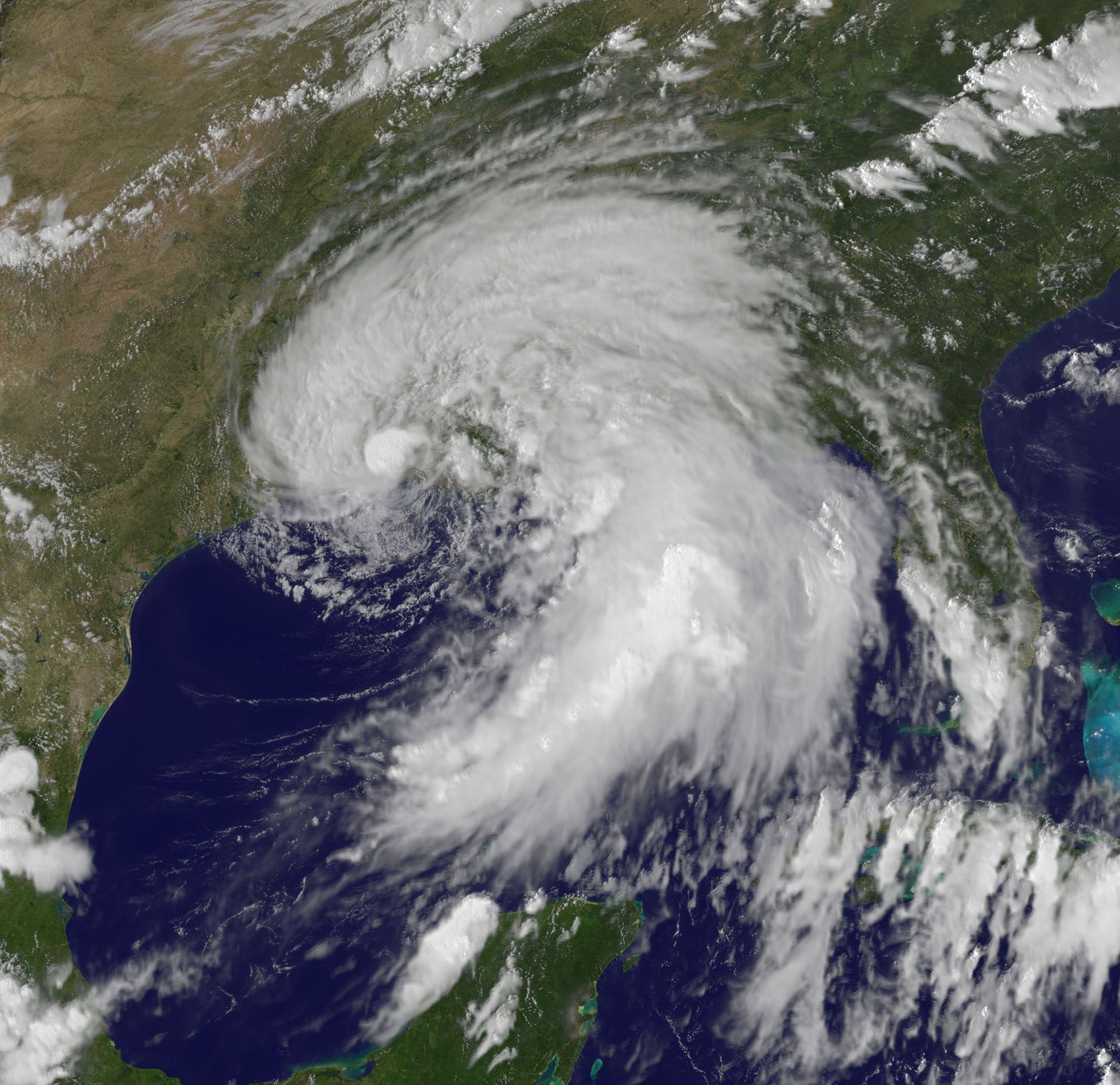
亚热带风暴李登陆前不久的卫星图像

- 凌晨0点：未名热带风暴在新斯科舍哈利法克斯东南偏南方向约500公里海域转变成温带气旋[19]。
- 中午12点：热带风暴李达到每小时95公里的最强风速，并在几乎同一时间转变成亚热带气旋[6]。

9月4日
- 早上6点：亚热带风暴李达到986毫巴（百帕，29.12英寸汞柱）的最低气压[6]。
- 上午10点30：亚热带风暴李以风力时速75公里强度从路易斯安那州弗米利恩堂区因特拉科斯特尔城（Intracoastal City）附近登陆[6]。
- 中午12点：飓风卡蒂娅达到二级飓风标准[18]。

9月5日
- 早上6点：亚热带风暴李在路易斯安那州中东部上空转变成温带气旋[6]。
- 中午12点：飓风卡蒂娅强化成三级飓风[18]。

9月6日
- 凌晨0点：飓风卡蒂娅增强成四级飓风，并在几乎同一时间达到风速每小时220公里最低气压942毫巴（百帕，27.82英寸汞柱）的最高强度[18]。
- 中午12点：飓风卡蒂娅的强度回落到三级飓风水平[18]。
- 下午18点：飓风卡蒂娅弱化成二级飓风[18]。
- 下午18点：第十四号热带低气压经佛得角群岛西南偏西方向约1125公里洋面的低气压区发展而成[20]。

9月7日
- 凌晨0点：第十四号热带低气压升级成热带风暴玛丽亚[20]。
- 中午12点：飓风卡蒂娅弱化成一级飓风[18]。
- 下午18点：墨西哥比亚埃尔莫萨以北约220公里海域的低气压区发展成热带风暴内特[21]

9月8日

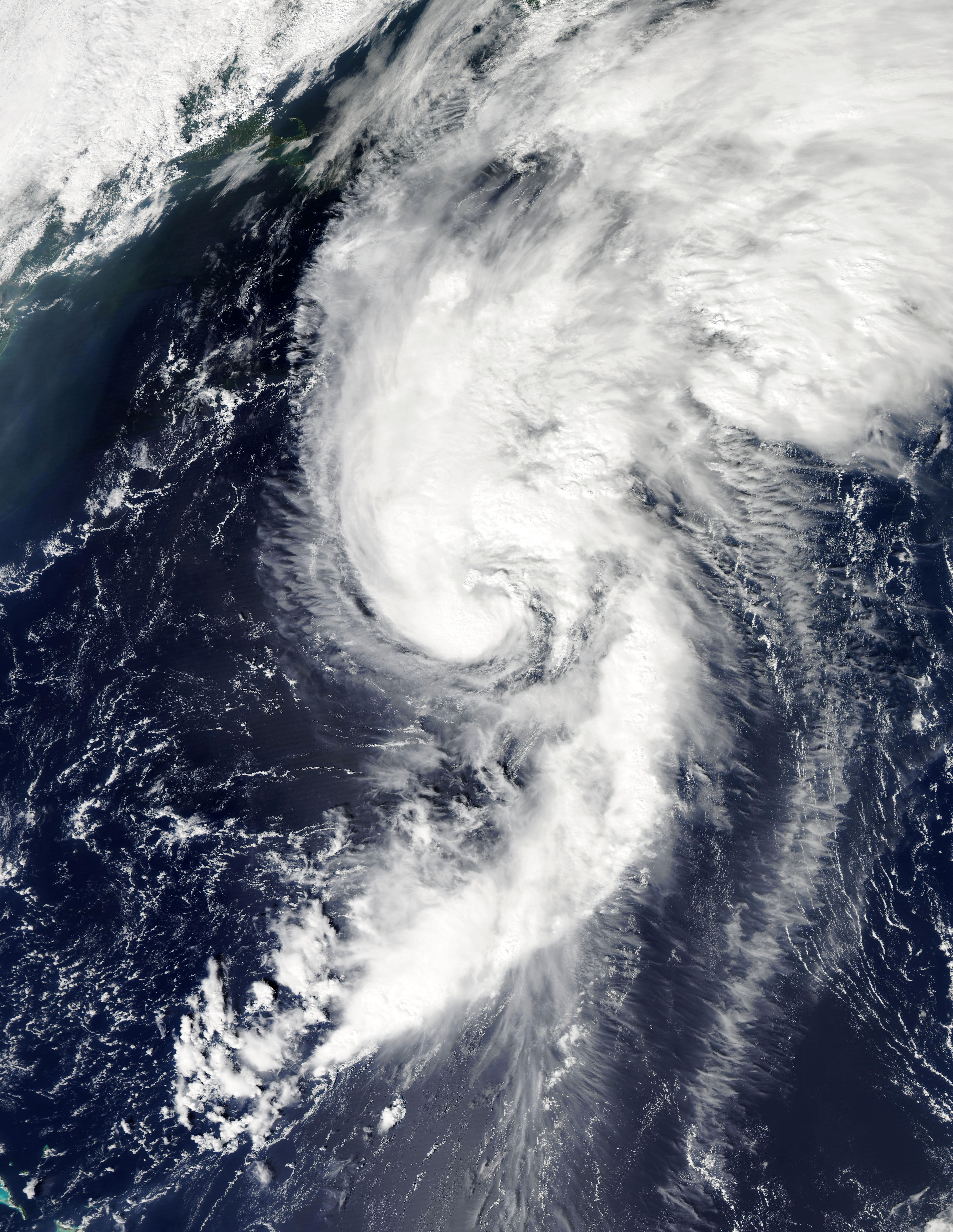
一级飓风玛丽亚的卫星图像

- 下午18点：热带风暴内特在卡门城西北偏北方向约110公里洋面升级成一级飓风[21]。

9月9日
- 凌晨0点：飓风内特达到风力时速120公里，最低气压994毫巴（百帕，29.35英寸汞柱）的最高强度[21]。
- 早上6点：飓风内特降级成热带风暴[21]。
- 中午12点：热带风暴玛丽亚退化成热带扰动[20]。

9月10日
- 中午12点：热带风暴玛丽亚的残留在安地卡岛东南偏东方向约65公里海域重新发展成热带风暴[20]。
- 中午12点：飓风卡蒂娅在纽芬兰岛开普雷斯东南偏南方向约400公里洋面转变成温带气旋[18]。

9月11日
- 下午16点：热带风暴内特以风力时速75公里强度从韦拉克鲁斯州东海岸小镇特科卢特拉（Tecolutla）附近登陆[21]。

9月12日
- 凌晨0点：热带风暴内特在墨西哥波萨里卡以西约30公里处消退成不含对流的残留低气压区[21]。

9月15日
- 下午18点：热带风暴玛丽亚升级成一级飓风[20]。

9月16日
- 早上6点：飓风玛丽亚达到最大持续风速每小时130公里，最低气压983毫巴（百帕，29.03英寸汞柱）的最高强度[20]。
- 下午18点：飓风玛丽亚降级成热带风暴[20]。
- 下午18点30分：热带风暴玛丽亚以风力时速110公里强度从纽芬兰岛圣玛丽角（Cape St. Mary's）附近登陆[20]。
- 晚上21点：热带风暴玛丽亚在纽芬兰岛上空消散[20]。

9月20日
- 下午18点：小安的列斯群岛以东约2090公里海域的低气压区发展成第十六号热带低气压[22]。

9月21日
- 凌晨0点：第十六号热带低气压增强成热带风暴奥菲莉亚[22]。

9月24日
- 早上6点：第十七号热带低气压由佛得角群岛以南约360公里洋面的低气压区发展而成[23]。
- 中午12点：第十七号热带低气压强化成热带风暴并获名“菲利普”（Philippe）[23]。

9月25日

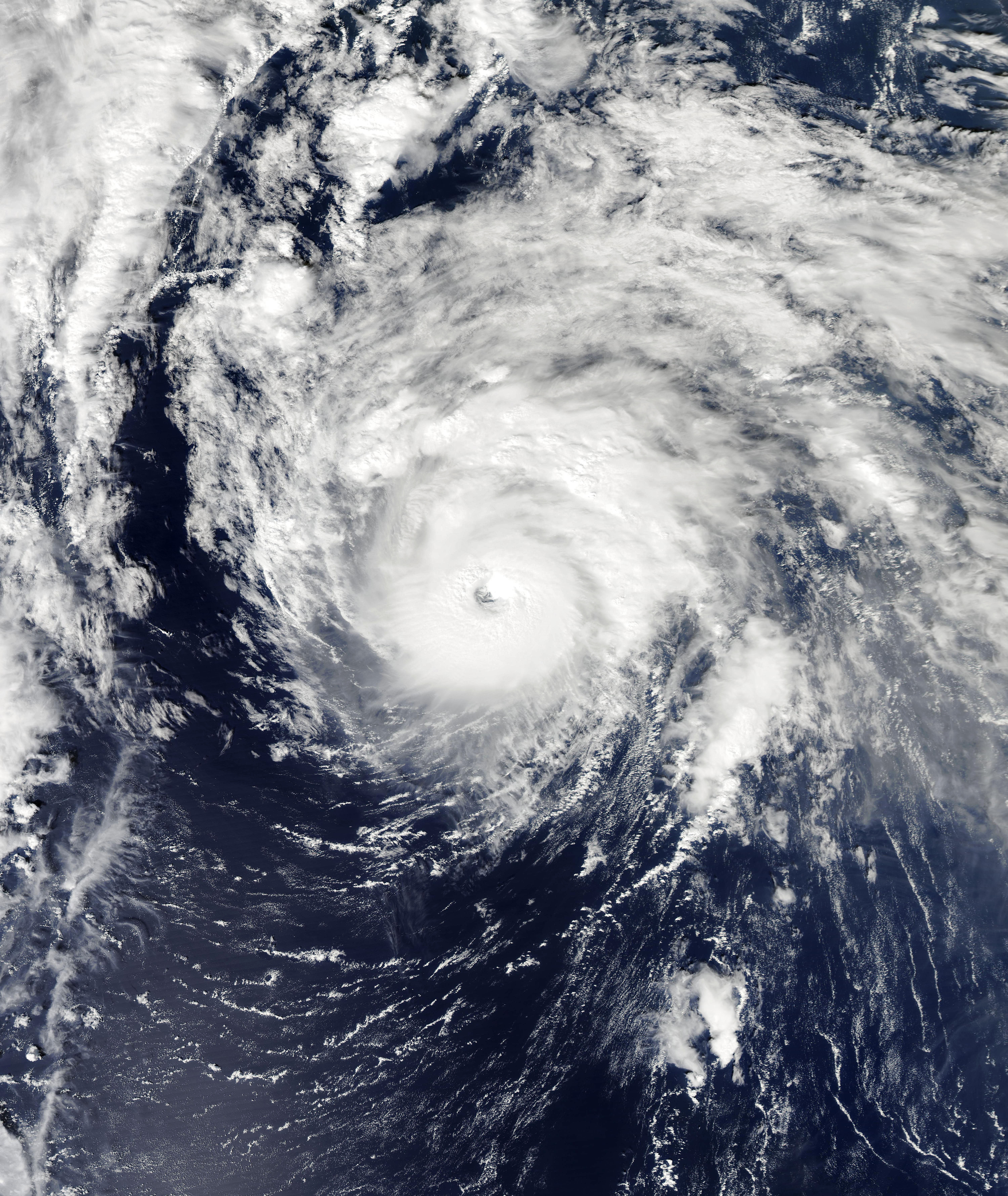
10月1日正处大型飓风强度的飓风奥菲莉亚

- 中午12点：热带风暴奥菲莉亚在背风群岛以东约350公里海域退化成残留低气压区[22]。

9月27日
- 中午12点：热带风暴奥菲莉亚的残留在背风群岛以东约275公里洋面再生成热带低气压[22]。

9月28日
- 凌晨0点：热带风暴菲利普在佛得角群岛以西约1085公里海域减弱成热带低气压[23]。
- 早上6点：热带低气压奥菲莉亚在背风群岛以东约210公里洋面再度增强成热带风暴[22]。
- 中午12点：热带低气压菲利普重新升级成热带风暴[23]。

9月29日
- 下午18点：热带风暴奥菲莉亚在背风群岛以北约320公里海域强化成一级飓风[22]。

9月30日
- 早上6点：飓风奥菲莉亚升级成二级飓风[22]。
- 下午18点：飓风奥菲莉亚在背风群岛和百慕大之间的中途海域附近达到三级飓风标准[22]。

### 10月
10月2日
- 凌晨0点：飓风奥菲莉亚增强成四级飓风，并在几乎同一时间达到最大持续风速每小时220公里、最低气压940毫巴（百帕，27.76英寸汞柱）的最高强度[22]。
- 早上6点：飓风奥菲莉亚的强度回落到三级飓风标准[22]。
- 中午12点：飓风奥菲莉亚减弱成二级飓风[22]。

10月3日

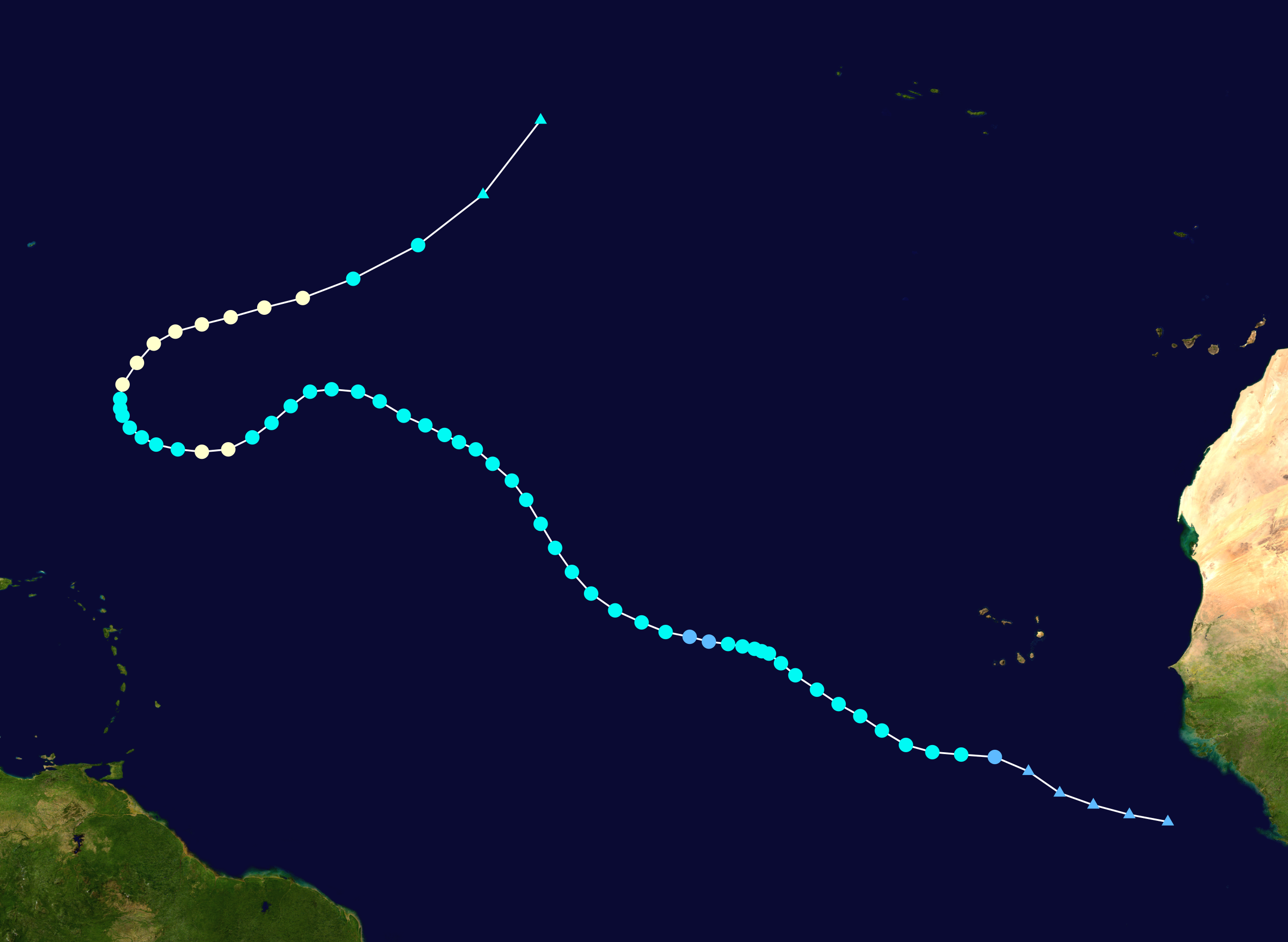
飓风菲利普的移动路线

- 凌晨0点：飓风奥菲莉亚弱化成一级飓风[22]。
- 早上6点：飓风奥菲莉亚在纽芬兰岛开普雷斯西南偏西方向约320公里洋面降级成热带风暴[22]。
- 早上10点：热带风暴奥菲莉亚在纽芬兰岛以南转变成温带气旋[22]。

10月4日
- 凌晨0点：热带风暴菲利普在背风群岛东北方向约765公里洋面升级成一级飓风[23]。
- 中午12点：飓风菲利普的强度回落到热带风暴标准[23]。

10月6日
- 早上6点：热带风暴菲利普在百慕大东南偏南方向约645公里海域重达一级飓风强度[23]。

10月7日
- 凌晨0点：飓风菲利普达到风力时速150公里、最低气压976毫巴（百帕，28.82英寸汞柱）的最高强度[23]。

10月8日
- 早上6点：飓风菲利普弱化成热带风暴[23]。
- 下午18点：热带风暴菲利普转变成温带气旋[23]。

10月23日
- 早上6点：第十八号热带低气压由普罗维登西亚岛以北约90公里海域的低气压区发展形成[24]

10月24日
- 凌晨0点：第十八号热带低气压强化成热带风暴丽娜[24]。

正处最高强度的飓风丽娜

- 下午18点：热带风暴丽娜升级成一级飓风[24]。

10月25日
- 早上6点：飓风丽娜达到二级飓风标准[24]。
- 下午18点：飓风丽娜成为大型飓风[24]。

10月26日
- 凌晨0点：飓风丽娜达到风力时速185公里、最低气压966毫巴（百帕，28.53英寸汞柱）的最高强度[24]。
- 中午12点：飓风丽娜弱化成二级飓风[24]。
- 下午18点：飓风丽娜的强度回落到一级飓风水平[24]。

10月27日
- 中午12点：飓风丽娜在墨西哥图卢姆东南偏南方向约120公里洋面降级成热带风暴[24]。

10月28日
- 凌晨2点：热带风暴丽娜以风速每小时95公里强度从墨西哥帕默尔（Paamul）附近登陆[24]。
- 下午18点：热带风暴丽娜在古巴以南海域退化成残留低气压区[24]。

### 11月
11月8日

热带风暴肖恩的卫星图像

- 早上6点：百慕大西南方向约720公里洋面的低气压区发展成亚热带风暴并获名“肖恩”（Sean）[25]。
- 下午18点：亚热带风暴肖恩完全转变成热带风暴[25]。

11月12日
- 凌晨0点：热带风暴肖恩在纽芬兰岛东南方向海域转变成温带气旋[25]。

11月30日
- 2011年大西洋飓风季正式结束[2]。